# حارة (لبنان)
الحارة هي إحدى القرى اللبنانية من قرى قضاء صيدا في محافظة الجنوب.